# Kombach (Overath)

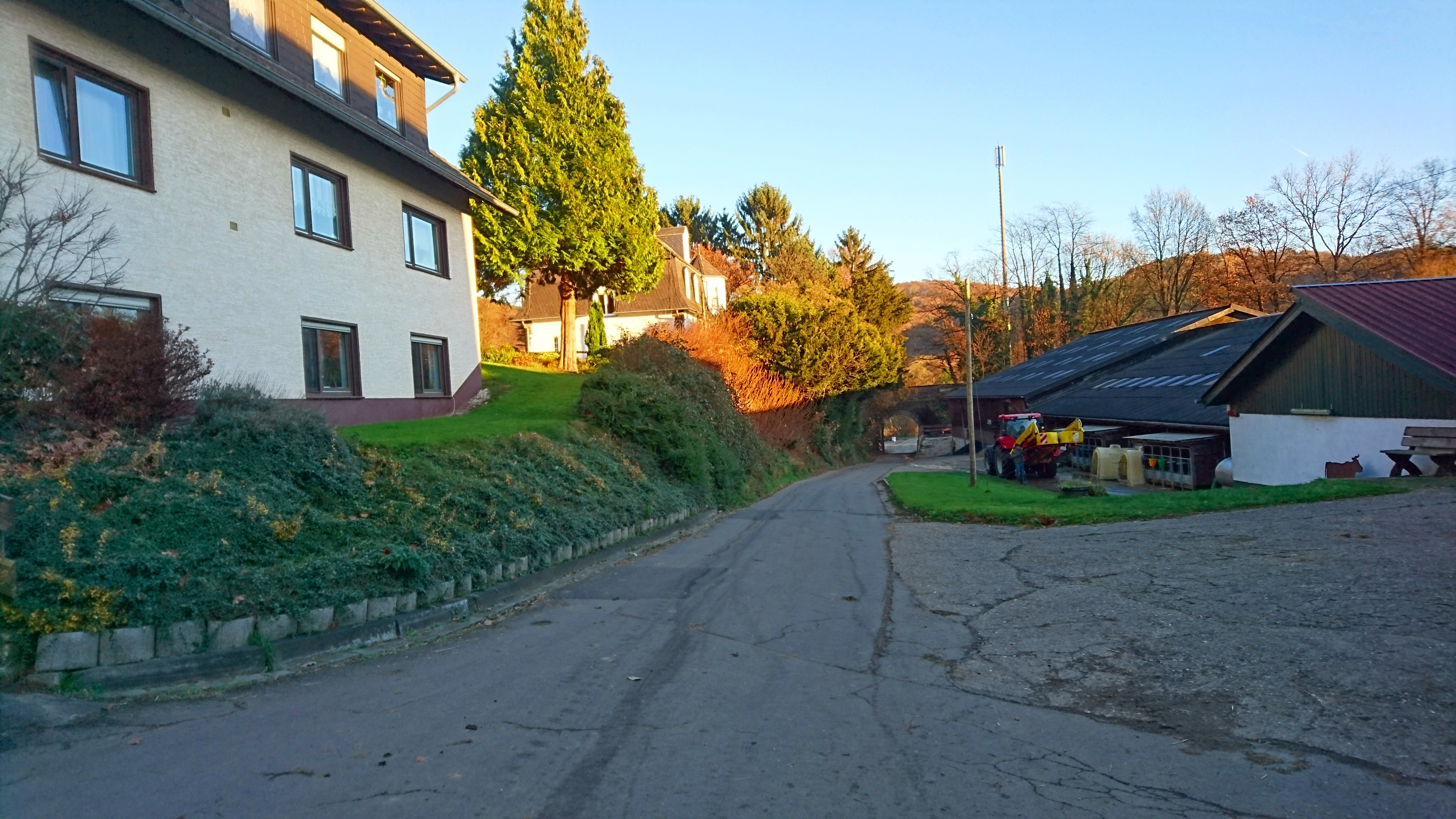
… nach Kombach

Kombach ist ein Ortsteil von Overath im Rheinisch-Bergischen Kreis in Nordrhein-Westfalen, Deutschland.

## Lage und Beschreibung
Der kleine, landwirtschaftlich geprägte Weiler Kombach an der Grenze zum Rhein-Sieg-Kreis im Aggertal befindet sich an der Bundesstraße 484 (hier Siegburger Straße genannt) und der Bahnstrecke Köln-Kalk–Overath. In der Nähe liegen die Ortschaften Brambach, Gut Eichthal, Cyriax, Broich und Bombach (Rhein-Sieg-Kreis).
Der Combach, ein Zufluss der Agger, fließt an dem Ort vorbei. Naturräumlich betrachtet gehört die Gegend zum Landschaftsschutzgebiet Bergische Hochfläche um Overath.

## Geschichte
In Kombach lag einer von insgesamt acht Overather Rittersitzen, erbaut von den Herren von Combach. Ende des 18. Jahrhunderts wurde er zerstört, die Baumaterialien fanden weitere Verwendung.
Die Topographia Ducatus Montani des Erich Philipp Ploennies, Blatt Amt Steinbach, belegt, dass der Wohnplatz bereits 1715 eine Hofstelle besaß, die als Kambach beschriftet und als Freihof gekennzeichnet ist. Carl Friedrich von Wiebeking benennt die Hofschaft auf seiner Charte des Herzogthums Berg 1789 als Kumbach. Aus ihr geht hervor, dass der Ort zu dieser Zeit Teil der Honschaft Heiliger im Kirchspiel Overath war.
Der Ort ist auf der Topographischen Aufnahme der Rheinlande von 1817 als Kombach verzeichnet. Die Preußische Uraufnahme von 1845 zeigt den Wohnplatz unter dem Namen Kohmbach. Ab der Preußischen Neuaufnahme von 1892 ist der Ort auf Messtischblättern regelmäßig als Kombach verzeichnet.
1822 lebten 18 Menschen im als Pachtgut kategorisierten Ort, der nach dem Zusammenbruch der napoleonischen Administration und deren Ablösung zur Bürgermeisterei Overath im Kreis Mülheim am Rhein gehörte. Für das Jahr 1830 werden für den ebenfalls als Kombach bezeichneten Ort 21 Einwohner angegeben. Der 1845 laut der Uebersicht des Regierungs-Bezirks Cöln als Pachtgut kategorisierte und Kombach bezeichnete Ort besaß zu dieser Zeit ein Wohngebäude mit zwölf Einwohnern, alle katholischen Bekenntnisses. Die Gemeinde- und Gutbezirksstatistik der Rheinprovinz führt Combach 1871 mit einem Wohnhaus und zehn Einwohnern auf. Im Gemeindelexikon für die Provinz Rheinland von 1888 werden für Kombach ein Wohnhaus mit fünf Einwohnern angegeben. 1895 besitzt der Ort ein Wohnhaus mit sieben Einwohnern, 1905 werden ein Wohnhaus und sechs Einwohner angegeben. Im Hausnummerierungskataster von 1907 ist in Combach ein Gebäude im Besitz von Freiherr v. Schweppenburg mit dem Bewohner Johann Lüdenbach angegeben.

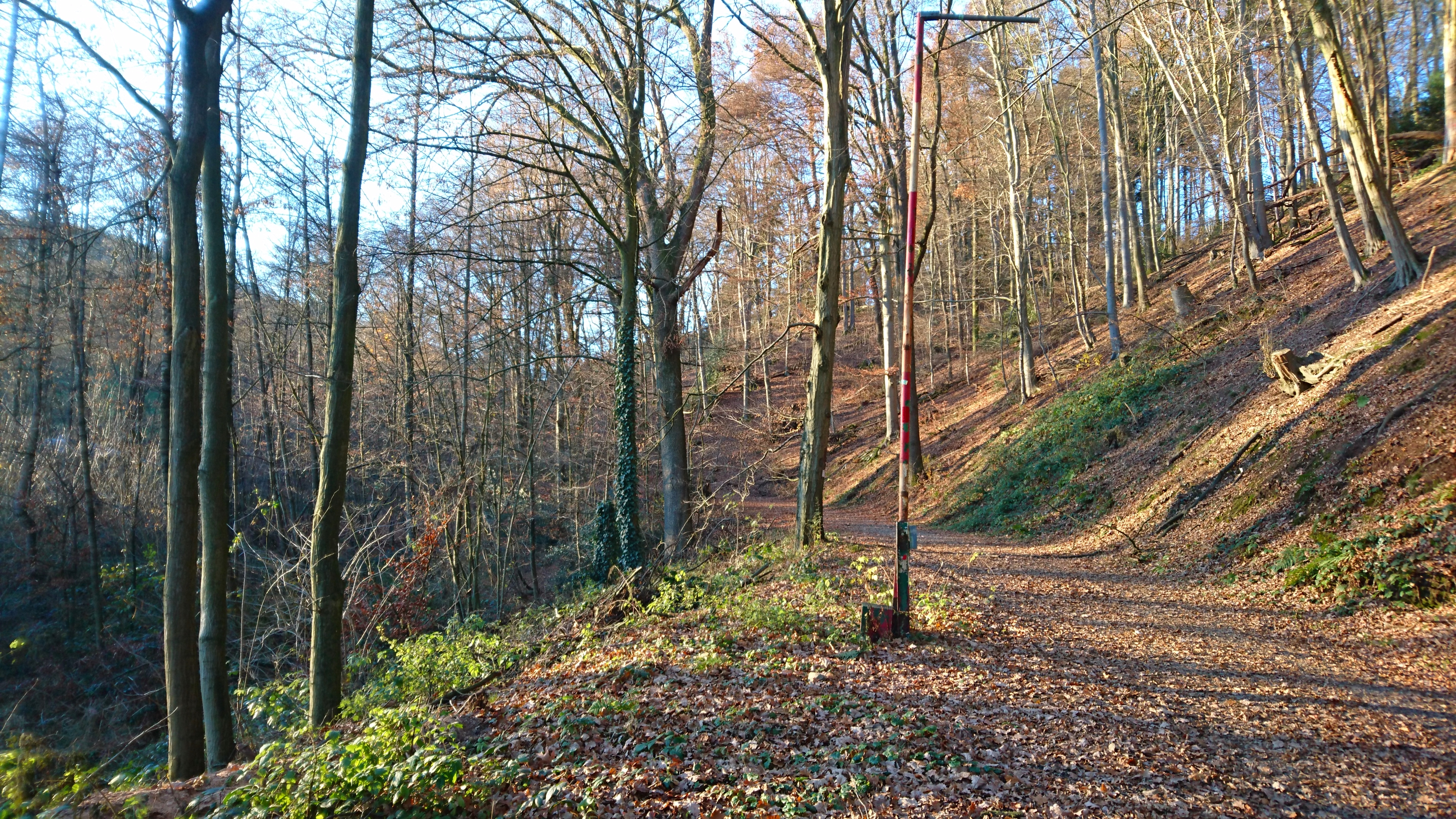
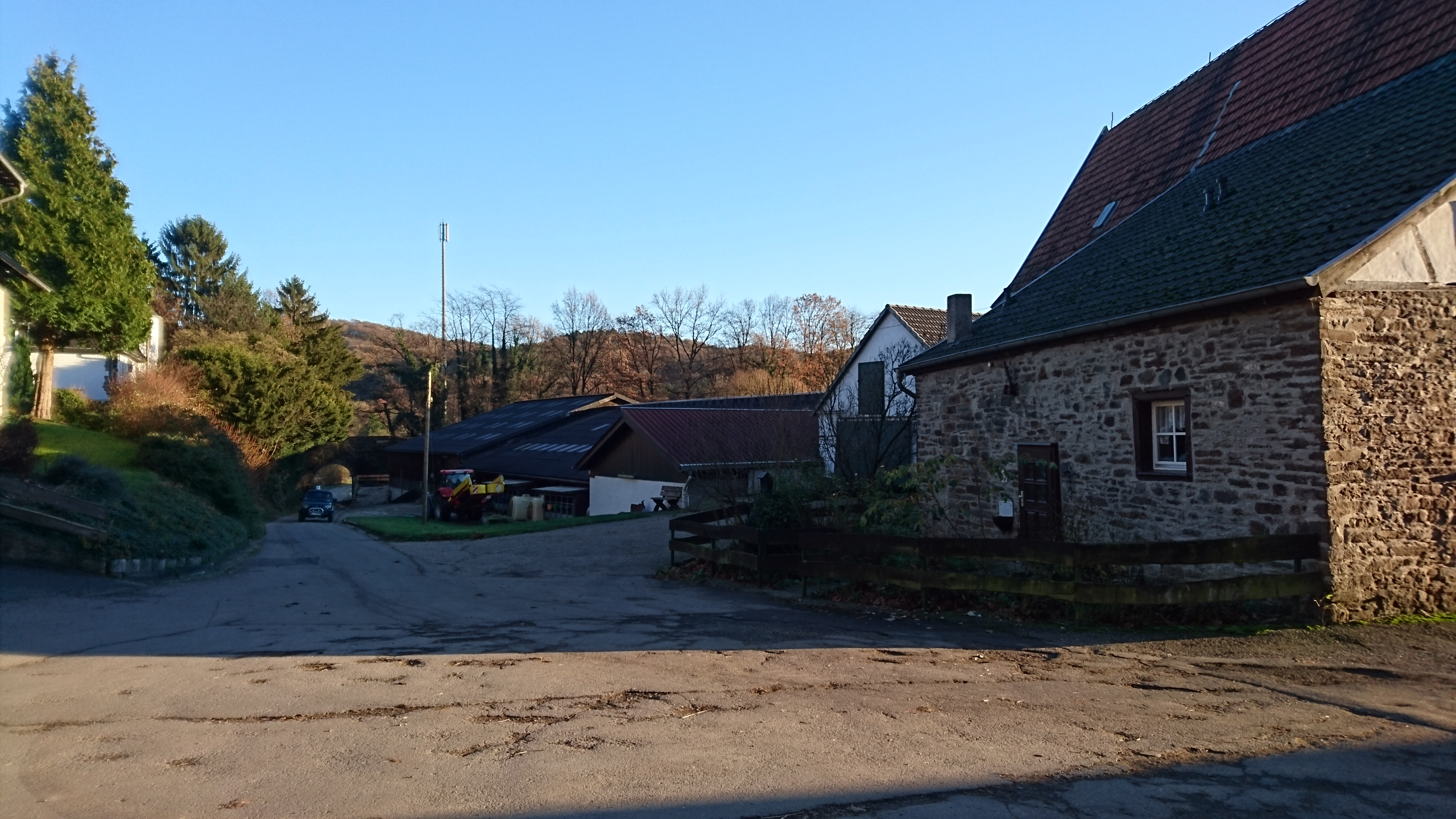
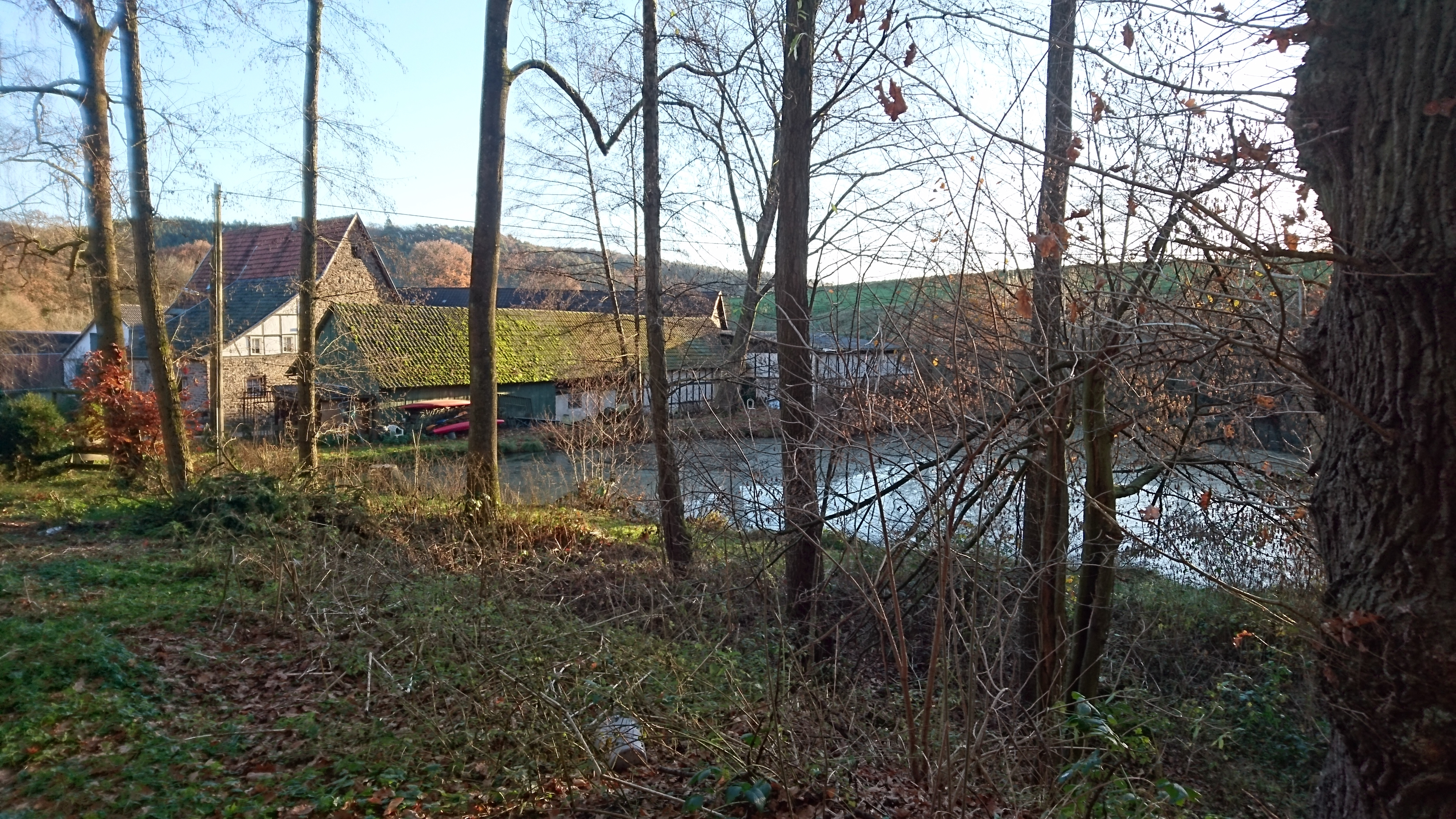